# Tetragnatha lamperti
Tetragnatha lamperti là một loài nhện trong họ Tetragnathidae.
Loài này thuộc chi Tetragnatha. Tetragnatha lamperti được Embrik Strand miêu tả năm 1906.